# HK33SG1

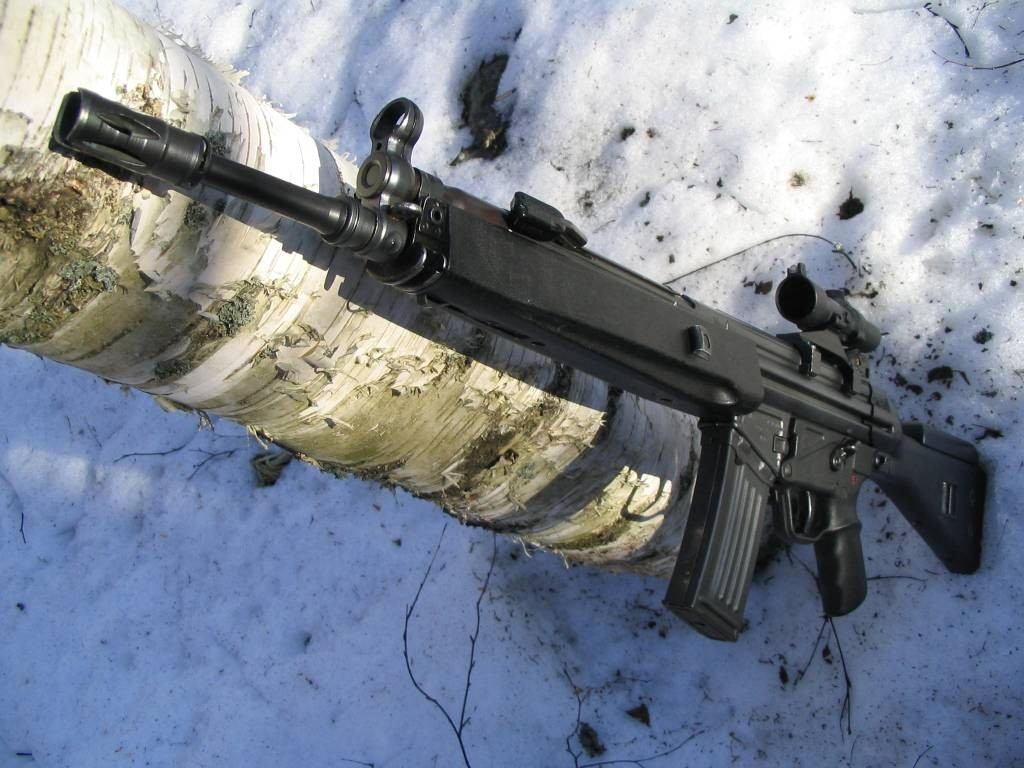
HK33SG1 (Version Sniper)+1 lunette

Le HK33SG1 est un fusil de précision conçu et fabriqué par la société d’armement allemande Heckler & Koch.
Le fusil de sniper Heckler & Koch HK33SG1 est une variante du HK33. Il en diffère par sa crosse à appuie-joue réglable et un bipied repliable fixé à demeure. La lunette de visée proposée par HK est un modèle à grossissement fixe (4×24) de fabrication allemande.

## Fiche technique HK33SG1
Munition5,56 mm OTAN
Canon (longueur avec cache-flamme)410 mm
Longueur totale920 mm
Masse4,6 kg
Cadence de tir théorique750 c/mm
Balistique
vitesse initiale900 m/s
énergie à la bouche1570 joules